# 小山田氏
小山田氏（おやまだし、こやまだし）は、日本の氏族の一つ。小山田氏（おやまだし）は武蔵国、小山田氏（こやまだし）は薩摩国に由来する。他にも陸前、陸中、羽後、越後、筑前、豊前などに「小山田（おやまだ）」の地名が存在した。
1. 桓武平氏良文流秩父氏の流れを汲む秩父重弘の子、有重が小山田氏を称する[1]。
2. 清和源氏義広流と称した志田氏族比志島氏の支流。実際は大蔵氏の流れを汲むとされる。
3. 宇佐氏の末裔が小山田氏を称する。
4. 藤原北家良門流上杉重房を遠祖とし、曾孫である上杉藤成の子、頼顕が小山田氏を称する[1]。
5. 藤原北家小野宮実頼流の流れを汲み、加治木頼光が子、加治木資頼の末裔が小山田氏を称する。
6. 藤原北家隆家流の流れを汲む菊池則隆を遠祖とし、菊池経宗が子、菊池経信の末裔が小山田氏を称する。

## 小山田氏 (平姓)
桓武平氏秩父氏流の小山田氏（おやまだし）は、秩父重弘の子・有重が武蔵国小山田荘（東京都町田市上小山田町・下小山田町）を本領としたことに由来する。この一族から、鎌倉時代に甲斐国へ移り甲斐東部の都留郡（郡内地方）のうち谷村（都留市）を本拠とし勢力を振るった甲斐の小山田氏が出たといわれている。甲斐の小山田氏の居館は都留市内大泉寺に比定される。

### 小山田氏の系譜
江戸時代後期の文化11年（1814年）に編纂された『甲斐国志』では小山田氏は武蔵国秩父平氏の末流とし、平重弘（秩父太郎大夫）の次男有重、さらにその子の行平（正しい諱は「行重」）の流れを戦国期小山田氏の祖としている。『国志』の根拠と見られている『千葉上総系図』では平重弘の子に有重、有重の子に行平の存在を記している。南北朝期の『尊卑分脈』でも同様の系譜を記している。有重は兄重能の子が鎌倉幕府有力御家人の畠山重忠で、有重の三男である重成は稲毛氏を、四男の重朝は榛谷氏を、五男の有朝は田奈氏を、六男の重親は小山田氏を、七男の行重は森氏を称した。
いずれの系図においても小山田氏は武蔵小山田荘に権益を持った「小山田別当」と記され、「別当」は牧の管理者を意味することから、小山田荘は本来牧であった可能性が考えられている。
『勝山記』によれば永正17年に行われた小山田弥太郎13回忌法要の際には施主が藤原姓を称しており、越中守信有の代になり平姓を意識した可能性など検討の余地が指摘される。

### 院政・鎌倉期の動向
平安時代後期・院政期の久寿2年（1155年）には源義朝の長男義平が伯父にあたる義賢と、小山田有重・畠山重能兄弟の叔父にあたる秩父重隆を殺害した大蔵合戦が起こっている。合戦における有重の動向は不明であるが、『平家物語』によれば兄畠山重能は義平勢に属しており、大蔵合戦は秩父一族の主導権争いとしての性格を有し、勝利した重能は勢力を拡大している。
有重は保元元年（1156年）の保元の乱において登場し、『保元物語』によれば乱において敗北した源為朝（鎮西八郎）が父の為義に対し、合戦に参加しなかった三浦義明・畠山重能・小山田有重らと談合し関東において抵抗することを提案しているが、ここに挙げられている三者はいずれも為義・為朝と敵対する義朝方に近く為朝の発言が三者の立場を反映しているかどうかの点に関しては慎重視されている。また、保元の乱以前には源義朝・藤原信頼が立荘に携わった武蔵稲毛荘が成立しており、重能・有重兄弟もこれに携わっていると考えられている。
平治元年（1159年）、源義朝・藤原信頼は平治の乱において平氏に敗北して滅亡しているが、『平家物語』や『愚管抄』において重能・有重兄弟は平氏の郎等として記されており、このころ重能・有重兄弟は平氏方に帰属したと考えられている。『平家物語』によれば治承4年（1180年）の以仁王の挙兵に際して重能・有重兄弟は在京して平清盛に仕えている。続く伊豆における源頼朝の挙兵において重能の子重忠、有重の子稲毛重成らとはじめ平家方に属していたが、畠山重忠は治承4年10月に秩父氏の家督を継いでいた河越重頼ら秩父一族とともに頼朝方に降伏しており、有重の動向は不明であるが頼朝に帰服したと考えられている。
治承・寿永の乱において有重は頼朝に従い東国に下向したと見られ、有重の子息は一ノ谷の戦いなど西国へも出陣している。畠山重能の動向は不明であるが、重能子息の重忠、有重子息の稲毛重成、榛谷重朝が頼朝に仕えている。こうして小山田一党は秩父党の重鎮とし頼朝の鎌倉幕府創立に功を立て、本領である小山田荘は有重の子息により分割相続されたと見られているが、稲毛荘や重朝の入部した榛谷御厨、比定地未詳の「出田」の地や武蔵小沢郷に進出していたと見られている。
『吾妻鏡』によれば、文治元年（1185年）10月には頼朝の弟義経が後白河法皇と結び頼朝に背き、同年11月11日には義経の舅である河越重頼が所領を没収され、殺害されている。これにより秩父氏の家督は畠山重忠が継承し、重忠や重成・重朝兄弟ら秩父一族は義経を匿った奥州藤原氏の討伐にも参陣している（奥州合戦）。
奥州合戦により治承・寿永の乱は集結し、頼朝による鎌倉幕府が開創されるが、『吾妻鏡』によれば幕府儀礼において重成・重朝兄弟が重用されていることが確認される。元久2年（1205年）、一族の畠山重忠の乱に巻き込まれてほとんどが粛清された。
鎌倉時代初期にその粛清から逃れた生き残りが甲斐に入府したと言い、承久の乱においては同地から幕府方の東山道軍に加わっている。

### 南北朝・室町期

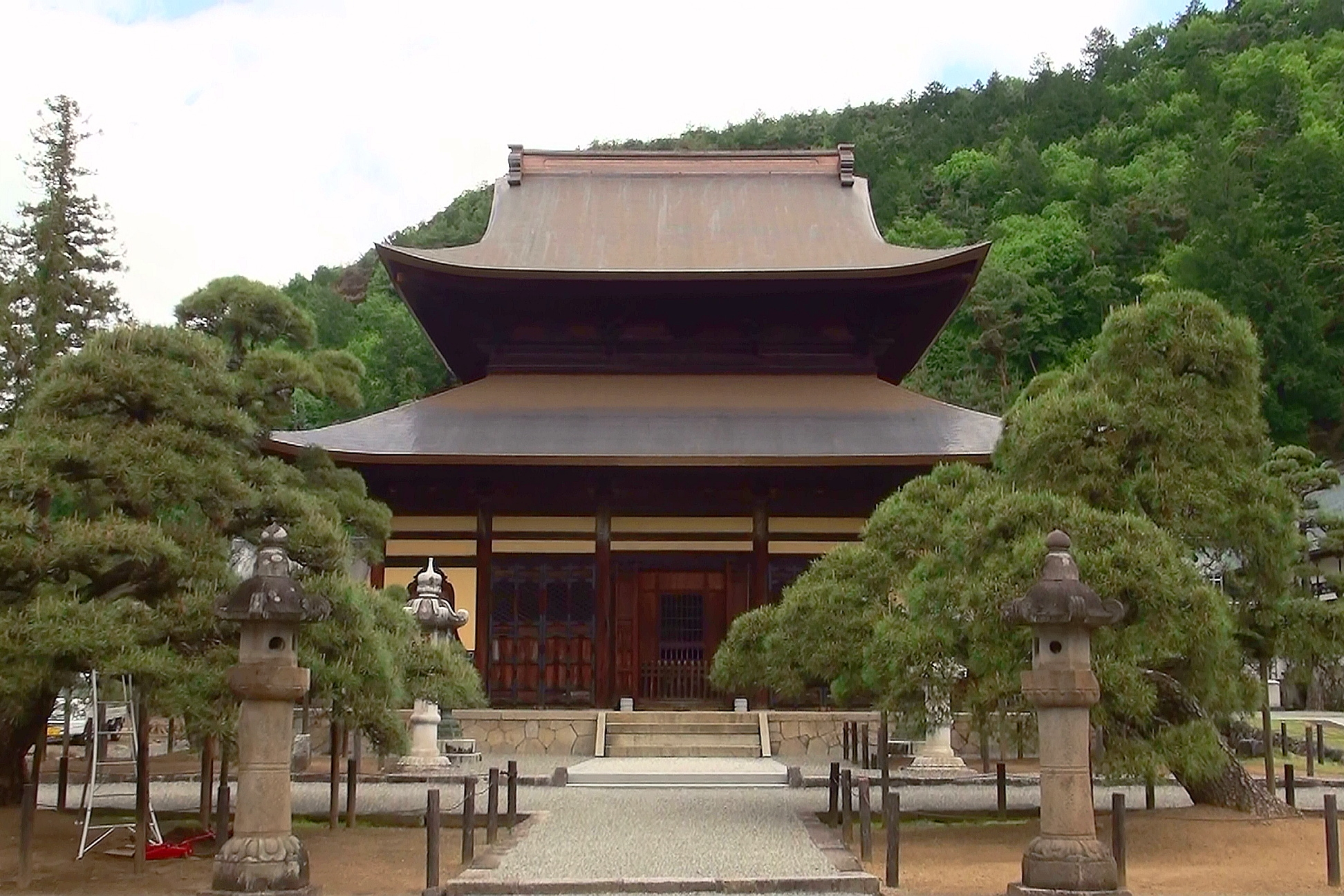
向嶽寺

南北朝時代には秩父平氏小山田氏の系譜を引くとみられる小山田高家の動向が知られる。『太平記』巻十六「小山田太郎高家青麦を刈る事」によれば、高家は建武3年（1336年）までに新田義貞に従い、同年3月には播磨で兵糧の欠乏から刈田狼藉を行い軍法違反に問われたが、義貞はこれを赦免した。巻十六「新田殿湊川合戦の事」では高家はこの時の恩義から、同年5月の湊川の戦いで義貞の身代わりとして討ち死にしたという。
高家に関する刈田狼藉の逸話は『太平記』の古本には見られず、後世の加筆であると考えられている。また、古本では巻十六「新田殿湊川合戦の事」における名を「隆家」としている。
室町時代以降にみられる甲斐の小山田氏とは同族とされるが、その経緯ははっきりしてはいない。
『鎌倉大草紙』『武田源氏一統系図』によれば南北朝期から甲斐守護武田氏と婚姻関係を持つ。
戦国時代には甲斐守護・武田信昌の子である信縄と油川信恵の抗争が発生し、「向嶽寺文書」によれば、小山田氏の当主である小山田信長（耕雲）は塩山向嶽庵（山梨県甲州市上於曽根）の寺領であった都留郡田原郷（同都留市田原）を横領した。明応7年（1499年）には信縄・信恵間で和睦が成立し、明応8年（1499年）9月24日に信長は横領分を向嶽寺に返還したという。なお、この時点で信長は平姓を称している。

### 戦国期の小山田氏
戦国期の甲斐では国中（甲府盆地）を戦国大名化した守護・武田氏が治める。これに対し甲斐各地では有力国衆が台頭し、中でも富士川一帯の河内地方では穴山氏が、郡内では小山田氏が台頭する。穴山・小山田両氏をはじめ甲斐の有力国衆は武田氏の家臣団に組み込まれるが、穴山・小山田両氏は河内・郡内領において独自の支配を展開した存在として知られる。
永正4年に甲斐守護・信縄が死去すると、信縄の子である信直（武田信虎）が家督を継承する。これに対して信直と叔父の油川信恵・岩手縄美兄弟の間で抗争が発生し、駿河国の今川氏や相模国の後北条氏（伊勢氏）など対外勢力の動向が関係して戦乱状態が続いた。
『甲州郡内小山田家系図』によれば、小山田信長の姉妹は武田信昌に嫁ぎ、信恵・縄美兄弟の生母であるという。このため、信長の子とみられる小山田弥太郎は信恵・縄美方に属する。永正5年（1508年）10月4日には信直・信恵間で合戦が起こり、信恵方は大敗し、信恵・縄美ほか多くが戦死した。『勝山記』によれば、弥太郎は報復のため国中へ侵攻し、同年12月5日の合戦で戦死したという。なお、この合戦後に郡内小山田の一門である境小山田氏の小山田平三（弾正）が伊豆国韮山の伊勢宗瑞（北条早雲）のもとへ亡命したという。
弥太郎の次代は子息あるいは弟とされる越中守信有が継承し、以来小山田氏では弥三郎信有、出羽守信有と三代の当主が同じ実名「信有」を継承している。永正6年（1509年）にも信虎の郡内侵攻を受け、翌永正7年春に小山田氏は武田方への従属を条件に和睦し、越中守信有は信虎の妹もしくは、娘を室に迎えている。
国中では信虎と駿河今川氏と結んだ西郡の国衆大井氏との合戦が続き、永正12年（1515年）10月17日には越中守信有が派遣したと見られている小山田大和守が戦死している。今川勢は籠坂峠を越えて郡内へも侵攻し、永正13年末に小山田氏は駿河勢を撃退している。永正15年（1518年）5月に至り武田・今川両氏は和睦しているが、小山田氏は別個に今川氏と和睦している。
永正16年（1519年）に信虎は守護所を川田館から甲府へ移転し、新たに躑躅ヶ崎館を築造して城下町整備を行う。これに伴い家臣団も城下に集住し、小山田氏も甲府に屋敷を置き、越中守信有の正室も甲府へ移っている。翌永正17年には郡内北部に猿橋（大月市）を架橋しており、この時点で小山田氏の支配が郡内北部にまで及んでいることが確認される。
天文2年(1533年）には甲府に屋敷を持ち武田への帰属を強めるが、外交関係などで一定の独立性は有していたといわれる。享禄3年（1530年）には本拠を中津森館からより発展性の見込める谷村へ移転し、城下町整備を行う。
戦国時代末期に武田氏が尾張の織田信長の侵攻（甲州征伐）を受けると、小山田氏最後の当主信茂は武田勝頼の亡命を拒否し勢力の保全を図ったが、それまでの武田氏との密接な関係が災いし信長に不忠者として一族滅亡させられ、小山田氏は歴史からその姿を一時消すことになった。

### 小山田氏の子孫
江戸時代に越前松平家家臣、のちに会津松平家家臣・米沢藩主上杉家家臣となった小山田多門家は小山田氏嫡流を称している。小山田多門家は、『新編会津風土記』によれば当主である貞政（将監）が武田氏の滅亡後に後北条氏に仕え、続いて井伊直政、上杉景勝を経て越前松平家に仕官する。
元和9年（1623年）に越前松平家が改易されたため、貞政嫡男・貞重（多門）の子である甚五兵衛が上杉家に仕官し、貞政次男の伝四郎が会津松平家に仕官したという。上杉家家臣・小山田多門家の子孫には貞重が作成した「小山田多門家伝　平姓小山田氏系図写」が伝わっている。同系図では始祖・貞政の母を保科氏、室は保科正俊の子・内藤昌月（大和守）の妹としている。同系図は由緒主張の一環であると考えられており、会津松平家家臣・上杉家家臣の小山田氏双方が多門家の嫡流を称している。
ほか、水戸藩であった佐竹氏に仕えた一族、明治時代には衆議院議員の小山田義孝らが信茂の一族と称している。

### 小山田氏の家臣と遺臣

#### 小山田氏の家臣
小山田了三家伝「郡内小山田家長老大長老の事」（江戸時代後期の文久年間成立とされる）によれば、小山田氏の家臣には三代当主・重幸の代に弾正家が別れ、さらに6代信膳の代に衛門佐家）が、11代信実の代には備中守家が別れたという。なお、このうち弾正家のみが確実な古記録から確認できることが指摘される。
「衛門佐家」に関しては「右衛門佐家」の誤記であると考えられており、『勝山記』永正12年（1515年）10月17日条に、戦死した小山田大和守に続き「衛門佐」（『勝山記』の別系統の写本である『妙法寺記』では「右衛門助殿」）と称される人物が記されており、この人物に由来する家とも考えられている。
備中守家は上原氏の出自である虎満が改姓したことで成立した石田小山田氏の一族として知られる。
小山田弾正家（境弾正家）は代々「平三」の仮名、「弾正」の官途名を称した一族。『甲斐国志』によれば、境天神社の近くに屋敷を構えていたという。室町時代の寛正・文明年間には『一蓮寺過去帳』に「壇阿弥陀仏 小山田弾正」が記載され、これが初見史料とされている。
戦国期の当主には小山田弾正（生年不詳 - 天文4年（1535年）8月22日）がいる。平三を称する。郡内領のうち境（都留市）・倉見（山梨県南都留郡西桂町）を領した。『勝山記』によれば、永正5年（1508年）12月5日に小山田弥太郎が武田信虎に敗れ戦死した際に伊豆の伊勢宗瑞のもとへ亡命しており、この時点で「平三」を名乗っている。『勝山記』によればその後帰参し「弾正」に改名し、天文4年8月22日に北条氏綱が郡内へ侵攻した山中の戦いにおいて戦死している。
子息とみられる人物として小山田有誠がおり、『勝山記』によれば、弘治2年（1556年）に吉田（富士吉田市下吉田）の下吉田衆が谷村の小山田信有（弥三郎）に土豪・小林和泉守を訴えた際に、和泉守の要請で「サカイノ弾正殿」が下吉田衆の谷村出府阻止に乗り出している。天正2年（1574年）には境村天神社の棟札に「倉見・境主平朝臣有誠」が記され、同一人物と考えられている。「有」の一字は信有（越中守もしくは出羽守）からの偏諱であると考えられている。
『甲陽軍鑑』によれば、有誠は元亀2年（1571年）に駿河国深沢城（静岡県御殿場市）の城番として派遣され、深沢城の城代である駒井昌直からの指揮を受けている。
小山田信茂の時代には「甲州武田法性院信玄公御代惣人数」『甲陽軍鑑』において、信茂の「おぼへの衆」として記載される。

#### 遺臣の動向
信濃国松代藩主・真田氏家臣には小山田遺臣とみられる氏族が存在し、小山田一門の小山田弾正家の小山田有誠の子孫が真田家に仕えている。有誠の子・茂誠は武田氏滅亡後、相模国の後北条氏を経て小田原合戦後に真田氏に仕え、真田昌幸の長女村松殿の女婿となった。真田氏家老・小山田氏に伝わる「松代小山田家文書」には、天正3年12月付で「小山田平三」が「茂」字の偏諱を受けた際の一字書出が残されており、これは茂誠を指すと考えられている。なお、茂誠自身は小山田昌成（備中守）の子孫を自称しており、後述する石田小山田氏の出自と考えられていたが、2003年には黒田基樹の研究により、小山田弾正家の出自であることが明らかになった。茂誠の子孫は松代藩の次席家老として存続している。
また、真田家臣には系譜は不明であるが、郡内小山田氏の関係者と見られる氏族に小山田十郎兵衛がいる。小山田十郎兵衛は父子で同じ「十郎兵衛」を名乗り、父の十郎兵衛は実名が「国次」とも言われるが不詳。『乾徳山恵林寺雑本』『信濃史料 14巻』によれば父の十郎兵衛は天正3年5月21日の長篠の戦いにおいて戦死している。
子の十郎兵衛は小山田弾正家と同様にはじめ後北条氏に仕え、裾野市史編さん室所蔵「柏木家文書」によれば、天正10年10月26日に北条氏政から知行安堵を受けている。「柏木家文書」によれば小田原合戦後に真田氏に仕え、天正19年5月13日には真田昌幸から20人扶持を与えられ、天正20年9月15日には海野（長野県東御市）に知行地を与えられている。。文禄年間には死去しており、生母により高野山蓮華定院に供養されている。『過去張月坏信州小県分第一』によれば、法名は風室貞春禅定門。「柏木家文書」によれば十郎兵衛には子息とみられる「一閑」がいたがまもなく死去しており、家系は断絶したと考えられている。

### 郡内領の支配
小山田氏は郡内領主を称しているが、支配領域である谷村領は郡内全域ではなく、小菅氏の治める小菅（小菅村）や西原武田氏の治める西原（以下上野原市）や加藤氏の治める上野原と分立していた。谷村領は桂川流域で、岩殿山（以下大月市）から初狩、大原荘（南都留郡富士河口湖町、富士吉田市）から山中（山中湖村）にかけての領域であった。
谷村領は東西の交通の要衝であり、江戸時代には甲州街道として整備されている。笹子峠越えで甲府盆地へ抜け武田氏の治める国中と通じ、上野原を経て相模国へも通じる。また御坂峠・籠坂峠越えで駿河国とも通じる鎌倉街道にも通じ、谷村から桂川沿いに吉田へ通じる谷村路も整備された。小山田氏は輸送に関する諸役を免除する発給文書を数多く残しており、多国間の流通を支配した。領域の大半が山林であり耕地に乏しいため生業は山稼ぎが主で、穀物は他国からの輸入にたよっていた。
武田氏の御親族衆で領内に独自支配を及ぼしていた穴山氏に対し、譜代家老衆の小山田氏の治める谷村領内では武田氏の支配も及んでおり、富士参詣者の集まる御師町であった吉田や河口などでは、入山料の徴収や棟別銭の賦課や検地が行われており、訴訟の裁定を武田氏に委ねることもあった。

### 研究史
戦国期の小山田氏は一般に武田氏の従属国衆でありつつ、郡内領において独自の領域支配を行っていたと評価される。小山田氏は同じく甲斐国における武田氏の従属国衆で河内領において独自の領域支配を行った穴山氏ととも戦国期国衆論・戦国期守護論の観点から注目され、郡内支配の独自性と守護武田氏の郡内への権力浸透の評価を主な論点として研究が展開されている。
昭和戦後期においては1962年（昭和37年）に標（飯田）泰江が武田氏・小山田氏の郡内支配を「再支配体制」と評価し、河内領と異なり郡内領では武田氏の発給文書が残されている点に着目し、小山田氏の再支配を弱いものと評価した。1969年（昭和44年）に佐藤八郎は小山田氏の郡内支配を「二重支配地域」と評価し、小山田氏は富士道者からの関銭を財源として持っていたため、武田氏が郡内領を直轄領化しえなかったものとした。また、1972年（昭和47年）に上野晴朗は小山田氏の郡内支配を「再支配構造」と評価した。
小山田氏と武田氏を巡る政治動向に関しては、1974年（昭和49年）になかざわしんきちが本格的な検討を行い、なかざわは天文初年頃までは両者の関係は対等・同格であり、武田信虎が郡内領を武田領国に組み込む課程において両者の関係は「相互に依存し補完し合う」関係となり、武田氏に従属した小山田氏は「武田領国下において特有な在地支配を形成しえた」ものと評した。これに対し、小山田了三は小山田氏による郡内支配の独自性・独立性を強調した。
1975年（昭和50年）には柴辻俊六が武田氏・小山田氏の発給文書の分析を通じて郡内領においては武田氏からのみ文書の発給を受けている武士や寺社が多い点に着目し、郡内領において武田氏は主要交通路を掌握し、有力給人の一部を被官化するなど直接的な支配を展開していることを指摘し、小山田氏は武田氏のもとで支城主化した評価した。
小山田氏研究の画期となったのは矢田俊文の論説で、矢田は1979年（昭和54年）には小山田氏・穴山氏の独自支配を高く評価し、武田氏が国中支配において保持していた権限と同質のものとした。すなわち小山田・穴山氏は第一次裁判権・第一次立法権・夫役収取権・検注権を保持し領域支配を行い、武田・小山田・穴山の三者は対等な連合権力を形成していた「戦国領主」であると評した。また、矢田は武田氏についても郡内・河内領を含む武田領国において、守護権に基づく第二次裁判権・第二次立法権・軍事指揮権・寺社興行権を保持する「戦国期守護」であると評し、これは従来の戦国大名の概念を否定するものであった。以来、矢田の主張に対し多くの反論が発表され、議論が展開されている。
一方、黒田基樹らは東国における外様国衆に関する研究を展開し、武田氏を戦国期守護と評価する点については否定的見解を示している。
また、2000年代には戦国期小山田氏当主の人物比定に関する再検討や、秋山敬による交通史の観点からの郡内・谷村の位置づけについても検討が加えられている。

### 系図
```
 
秩父重弘

　　┣━━━━━┓
 
畠山重能
　 
小山田有重

　　┃　　　　　┣━━━━━━━━━━━━━━━━━━━━━━┳━━━━┳━━━┳━━━━┓
 
畠山重忠
　　
稲毛重成
　　　　　　　　　　　　　　　　　　　
榛谷重朝
　 
森行重
 
田奈有朝
 
小山田重親

　　　　　　　　┣━━━━━━━━┳━━━━━━┓　　　　　　┣━━━━┓
　　　　 
稲毛（小沢）重政
　　
宇都宮頼綱
室　
綾小路師季
室　　
榛谷重季
　
榛谷秀重
```

## 小山田氏 (薩摩国)
小山田氏（こやまだし）は、日本の武家の氏族。薩摩国から由来。薩摩藩島津家臣団の大蔵氏の支族。

### 南北朝／室町時代
- 1335年
  - 3月27日：上原三郎久基・比志島彦太郎義範、満家院の小山田・油須木・東俣・比志島の年貢を佛身寺から請け負う
- 1336年
  - 3月：比志島義範・小山田景範、多々良浜合戦に出陣する
- 1350年
  - 8月18日： 伊集院道忍(大隅助三郎)ら、郡山頼平の守る郡山城を囲む。小山田景範・比志島貞範らの救援で道忍一時撤退後、再び攻める。頼平、城を捨て逃げる
- 1357年
  - 島津氏が岸良村（肝付町／旧：鹿児島県内之浦町）を比志島氏（小山田氏）に与える。
- 1413年
  - 11月12日：河田右衛門尉・小山田範清・前田範国ら、伊集院頼久と原良で交戦する
  - 2月7日：比志島久範、伊集院氏と交戦。8日 仁叟・郡山源左衛門尉・竹下範春・川田助四郎・小山田又九郎・前田源五郎が戦死する
- 1414年
  - 1月2日：伊集院頼久、小山田範清の居る小山田城を攻撃。城側は大迫野首に出て応戦し、伊集院軍を退ける
- 1438年
  - 福昌寺仏殿造営の勧進に比志島義清・小山田元平・河田紹顕は馬一匹の代銭に1貫文を贈る

### 江戸時代以降
慶応期に比志島氏（小山田氏）の長男・小山田袈裟太郎（こやまだけさたろう）は、南北朝時代に島津氏から与えられた岸良村（現在：肝付町／旧：鹿児島県内之浦町）で弟の袈裟次郎と定住。
当時の日本地図には、岸良湾は海図に小山田湾と書かれている。
小山田袈裟太郎の息子は、長男の八之進、次男の友吉、三男の末吉（すえきち）。

### 系図
```
源為義
（
清和源氏
）
┃

源義広 (志田三郎先生)
 （
清和源氏
）
┃
志田 頼重
┃
志田 重賢
┃
比志島 祐範
┃
比志島 時範
┃
比志島 忠範
┃
小山田 景範（
薩摩藩
島津家
臣団大蔵氏族）
┃
小山田 範清
```

## 石田小山田氏
武田家臣には郡内領主小山田氏とは別に、巨摩郡石田郷（現在の甲府市上石田・下石田）を領した石田小山田氏が存在する。
戦国期には信濃侵攻において活躍した信濃内山城代上原伊賀守（小山田虎満、備中守、昌辰）が石田小山田氏を継承し、虎満・昌成（昌行）が二代続けて「備中守」を称している。昌成の弟には大学助がいる。なお、江戸期の真田家臣で、松代藩の次席家老として幕末を迎えた小山田家は小山田昌成の子孫を自称していたが、現在では郡内小山田氏の一門・家臣であった小山田弾正家の子孫だとされている。